# 罗卡菲奥里塔
罗卡菲奥里塔（義大利語：Roccafiorita），是意大利西西里大区墨西拿廣域市的一个市镇。总面积1.14平方公里，人口237人，人口密度207.9人/平方公里（2009年）。ISTAT代码为083071。